# هدیه تهرانی
هدیه تهرانی (زادهٔ ۴ تیر ۱۳۵۱) بازیگر اهل  ایران است. او دو بار برندهٔ سیمرغ بلورین بهترین بازیگر نقش اول زن جشنواره فیلم فجر برای بازی در فیلم‌های قرمز (۱۳۷۷) و چهارشنبه سوری (۱۳۸۴) شده است.

## زندگی و حرفه
هدیه تهرانی در ۴ تیر ۱۳۵۱ در تهران متولد شد. مسعود کیمیایی او را برای فیلم سلطان انتخاب کرد. نقش‌آفرینی‌های او در فیلم‌های غریبانه و شوکران تحسین منتقدان را برانگیخت. او برای نقش آفرینی در چهارشنبه سوری موفق به دریافت سیمرغ بلورین جشنواره فیلم فجر و تندیس زرین جشن خانهٔ سینما شد، مجله همشهری جوان، پس از مهناز افشار او را دومین بازیگر زن پول‌ساز دهه هشتاد خورشیدی نامید. هدیه تهرانی در فعالیت‌های اجتماعی بسیاری نظیر کمک به سیل‌زدگان، زلزله‌زدگان، جمع‌آوری زباله از طبیعت و … حضور فعالی دارد.

## فعالیت‌ها

### نمایشگاه عکس
در آذر سال ۱۳۸۸ هدیه تهرانی ۱۹۸ عکس خود را در طبقات مختلف خانه هنرمندان و در نمایشگاه عکس «آبان‌گان» به نمایش گذاشت. این عکس‌ها از ۵۰۰ هزار تا ۸ میلیون تومان قیمت‌گذاری شده بود. او در جلسه‌ای که با نمایندگان رسانه‌ها در مورد این نمایشگاه داشت با انتقاد سخت خبرنگاران مواجه شد. در حالی که هدیه تهرانی اعلام کرد که برای برگزاری این نمایشگاه ۲۲۰ میلیون تومان از سازمان میراث فرهنگی و گردشگری وام دریافت کرده، سخنگوی این سازمان مبلغ این وام را ۸۰ میلیون و حمید بقایی رئیس سازمان ۱۲۰ میلیون تومان اعلام کرد. همچنین در سال ۱۳۹۰ و در پی شکایت طراح نمایشگاه از هدیه تهرانی، وی در خصوص پرونده چک برگشتی در دادگاه حاضر شد.

### اعتراض به احداث پتروشیمی میانکاله
هدیه تهرانی در سیزدهم فروردین ۱۴۰۱ با حضور در تالاب میانکاله به کارزار مخالفت با احداث پتروشیمی در نزدیکی تالاب میانکاله پیوست.
این بازیگر سینما با در دست گرفتن تابلوی نه به پتروشیمی میانکاله مخالفت خود را با این طرح غیرقانونی نشان داد.

### داوری
- اولین دوره جشنواره ملی عکاسی ماسار ۱۳۹۶[۱۶]
- ششمین دوره جشنواره بین‌المللی فیلم سبز ایران ۱۳۹۶[۱۷]

## جوایز و نامزدی‌ها
| سال  | اثر نامزدشده       | دسته                     | نتیجه    | منابع |
| ---- | ------------------ | ------------------------ | -------- | ----- |
| ۱۳۷۷ | قرمز               | بهترین بازیگر نقش اول زن | برنده    |       |
| ۱۳۸۰ | کاغذ بی‌خط          | بهترین بازیگر نقش اول زن | نامزدشده |       |
| ۱۳۸۴ | چهارشنبه‌سوری       | بهترین بازیگر نقش اول زن | برنده    |       |
| ۱۳۸۸ | هفت دقیقه تا پاییز | بهترین بازیگر نقش اول زن | نامزدشده |       |
| ۱۳۹۵ | اسرافیل            | بهترین بازیگر نقش اول زن | نامزدشده |       |

| سال  | اثر نامزدشده       | دسته                     | نتیجه    | منابع |
| ---- | ------------------ | ------------------------ | -------- | ----- |
| ۱۳۷۹ | شوکران             | بهترین بازیگر نقش اول زن | نامزدشده |       |
| ۱۳۸۵ | چهارشنبه‌سوری       | بهترین بازیگر نقش اول زن | نامزدشده |       |
| ۱۳۸۹ | هفت دقیقه تا پاییز | بهترین بازیگر نقش اول زن | نامزدشده |       |

| سال  | اثر نامزدشده | دسته             | نتیجه    | منابع  |
| ---- | ------------ | ---------------- | -------- | ------ |
| ۱۴۰۱ | بی‌همه‌چیز     | بهترین بازیگر زن | نامزدشده | [ ۱۸ ] |

| سال  | اثر نامزدشده | دسته                  | نتیجه    | منابع  |
| ---- | ------------ | --------------------- | -------- | ------ |
| ۱۳۷۶ | سلطان        | بهترین بازیگر زن      | برنده    | [ ۱۹ ] |
| ۱۳۷۸ | قرمز         | بهترین بازیگر زن      | نامزدشده | [ ۲۰ ] |
| ۱۳۷۹ | شوکران       | بهترین بازیگر زن      | برنده    | [ ۲۱ ] |
| ۱۳۸۱ | کاغذ بی‌خط    | بهترین بازیگر زن      | برنده    | [ ۲۲ ] |
| ۱۳۸۲ | دختر ایرونی  | بهترین بازیگر زن      | نامزدشده | [ ۲۳ ] |
| ۱۳۸۵ | چهارشنبه‌سوری | بهترین بازیگر زن      | نامزدشده | [ ۲۴ ] |
| ۱۴۰۰ | هم‌گناه       | بهترین بازیگر زن درام | نامزدشده |        |
| ۱۴۰۲ | بی‌همه‌چیز     | بهترین بازیگر زن      | نامزدشده |        |

- تقدیر ویژه هیئت داوران از جشنواره بین‌المللی فیلم «ایمجین ایندیا» اسپانیا برای فیلم روزهای نارنجی (۱۳۹۸)

- تقدیر ویژه هیئت داوران از جشنواره بین‌المللی فیلم مانهایم-هایدلبرگ برای فیلم روزهای نارنجی (۱۳۹۷)

- برنده جایزهٔ بهترین بازیگر نقش زن از جشنواره سینه ایران تورنتو برای فیلم روزهای نارنجی (۱۳۹۷)

- نامزد دریافت جایزهٔ بهترین بازیگر نقش زن از جشنواره فیلم پوسان برای فیلم چهارشنبه سوری (۱۳۸۵)

- برنده جایزهٔ بهترین بازیگر زن از نهمین جشنواره بین‌المللی فیلم پیونگ یانگ برای فیلم پارتی (۱۳۸۱)

### اهدای نشان درجه یک هنر
در سال ۱۳۹۴ در طی مراسمی علی جنتی وزیر فرهنگ و ارشاد اسلامی دولت یازدهم به هدیه تهرانی و شماری دیگر از هنرمندان نشان فرهنگ و هنر اهدا کرد. اهدای این نشان با واکنش منفی روزنامهٔ جوان همراه شد.